# خانیس‌تسقالی
خانیس‌تسقالی (به گرجی: ხანისწყაი) یک رود در گرجستان است که در ایمرتی واقع شده‌است.  (به گرجی: ხანისწყაი) درازای آن ۵۷ کیلومتر (۳۵ مایل) و حوضه زهکشی آن ۹۱۴ کیلومتر مربع (۳۵۳ مایل مربع) است. این رودخانه شاخه سمت راست رود ریونی است. این رودخانه از شهرک باقداتی می‌گذرد و در وارتسیخه در جنوب شهر کوتائیسی به رود ریونی می‌پیوندد.